# Победитель (речная канонерская лодка)
«Победитель» (первоначально «Иван», затем — «Левшино», после до января 1919 года — «Братья Каменские», до 1 июля 1919 года — «Гордый», до 15 сентября 1919 года — вновь «Братья Каменские») — колёсный буксирный пароход, а затем речная канонерская лодка, участник Гражданской войны в России и Великой отечественной войны.

## Описание судна
Колёсный буксирный пароход. Длина судна составляла 68—68,28 метра, наибольшая ширина с учётом кожухов — 12,8 метра, без учёта кожухов — 6,4 метра, а осадка — 1,33 метра. На пароходе была установлена паровая машина мощностью 480 лошадиных сил и он был способен развивать скорость до 12,3 узла. Экипаж судна состоял из 62 человек.
Во время службы в качестве речной канонерской лодки на судне по сведениям из одних источников было установлено артиллерийское вооружение в составе двух 76-миллиметровых орудий и одного 7,62-миллиметрового пулемёта, по сведениям из других источников вооружение состояло из одного 100-миллиметрового и двух 75-миллиметровых орудий, а также шести пулемётов.

## История службы
Речной колесный буксирный пароход был построен в 1883 на заводе Каменских в Перми по заказу товарищества частных судовладельцев и был приписан к порту Нижнего Новгорода. Первоначально буксир именовался «Иваном», позже был переименован в «Левшино», а затем в «Братья Каменские».
В 1905 году пароход подвергся капитальному ремонту.
8 февраля 1918 года судно было национализирована и передано Главоду, после чего с 1 июня по 12 декабря того же года входило в состав Нижегородского Рупвода, пока не было захвачено в Перми частями армии А. В. Колчака. После переоборудования в январе следующего 1919 года было в качестве речной канонерской лодки под именем «Гордый» включено в состав Камской бронефлотилии Русской армии. Принимала участие в Гражданской войне в России.
1 июля 1919 года канонерская лодка была захвачена частями 3-й армии Восточного фронта РККА при занятии Перми и вновь получила своё прежнее название — «Братья Каменские». 15 сентября 1919 года была включена также в качестве речной канонерской лодки в состав судов Волжско-Каспийская военная флотилия и продолжила участие в Гражданской войне на стороне РККА. Во время войны использовалась для обеспечения боевых действий сил флотилии.
10 мая 1920 года канонерская лодка была разоружена, исключена из списков судов РККФ и передана Нижегородскому Рупводу для использования в качестве буксира. Первоначально буксир находился в ведении Народного комиссариата путей сообщения СССР, 30 января 1931 года был передан в ведение Наркомвода, а 9 апреля 1939 года — Народному Комиссариату речного флота СССР.
В течение Великой Отечественной войны речной буксир «Победитель» использовался для воинских, народнохозяйственных и экспортных перевозок по Волге и ее притокам в составе военизированных судов Волжского бассейна.
23 марта 1946 года буксир был передан в ведение Министерства речного флота СССР, а 19 апреля 1951 года был выведен из эксплуатации, исключен из списков судов Министерства речного флота и передан в «Главвторчермет» для утилизации и разделки на металл.